# مايك كونرز
مايك كونرز (بالإنجليزية: Mike Connors)‏ (مواليد 15 أغسطس 1925 في فريسنو - 26 يناير 2017 في لوس أنجلوس)، هو ممثل أمريكي بدأ مسيرته الفنية عام 1952. كما أنه من الفائزين بجائزة غولدن غلوب. درس في جامعة كاليفورنيا. اشتهر التحري باسم جو مانيكس.

## وصلات خارجية
- مايك كونرز على موقع IMDb (الإنجليزية)
- مايك كونرز على موقع روتن توميتوز (الإنجليزية)
- مايك كونرز على موقع ألو سيني (الفرنسية)
- مايك كونرز على موقع أول موفي (الإنجليزية)
- مايك كونرز على موقع قاعدة بيانات الأفلام السويدية (السويدية)
- مايك كونرز على موقع إن إن دي بي (الإنجليزية)
- مايك كونرز على موقع قاعدة بيانات الفيلم (الإنجليزية)
- مايك كونرز على موقع كينوبويسك (الروسية)